# Teatr w Delfach
Teatr w Delfach – starożytny teatr grecki w sanktuarium Apollina w Delfach; współcześnie część stanowiska archeologicznego w Delfach, które w 1987 roku zostało wpisane na listę światowego dziedzictwa UNESCO.

## Historia
Teatr znajduje się w północno-wschodniej części delfickiego sanktuarium . Odbywały się tu zawody muzyczne igrzysk pytyjskich i przedstawienia podczas festiwali religijnych .
Pierwszy teatr w tym miejscu mógł mieć widownię z drewnianymi siedzeniami; możliwe też, że widzowie siedzieli bezpośrednio na ziemi . Pierwszy kamienny teatr powstał w IV w. p.n.e. z białego kamienia wydobywanego na stokach Parnasu. Był on wielokrotnie przebudowywany, odrestaurowany z inicjatywy Eumenesa II ok. 160/159 p.n.e.  W wyniku tej restauracji powstał teatr z kamienną orchestrą w kształcie podkowy, kamiennym theatronem i dekorowaną sceną .
Ruiny teatru to współcześnie część stanowiska archeologicznego w Delfach, które w 1987 roku zostało wpisane na listę światowego dziedzictwa UNESCO .

## Architektura

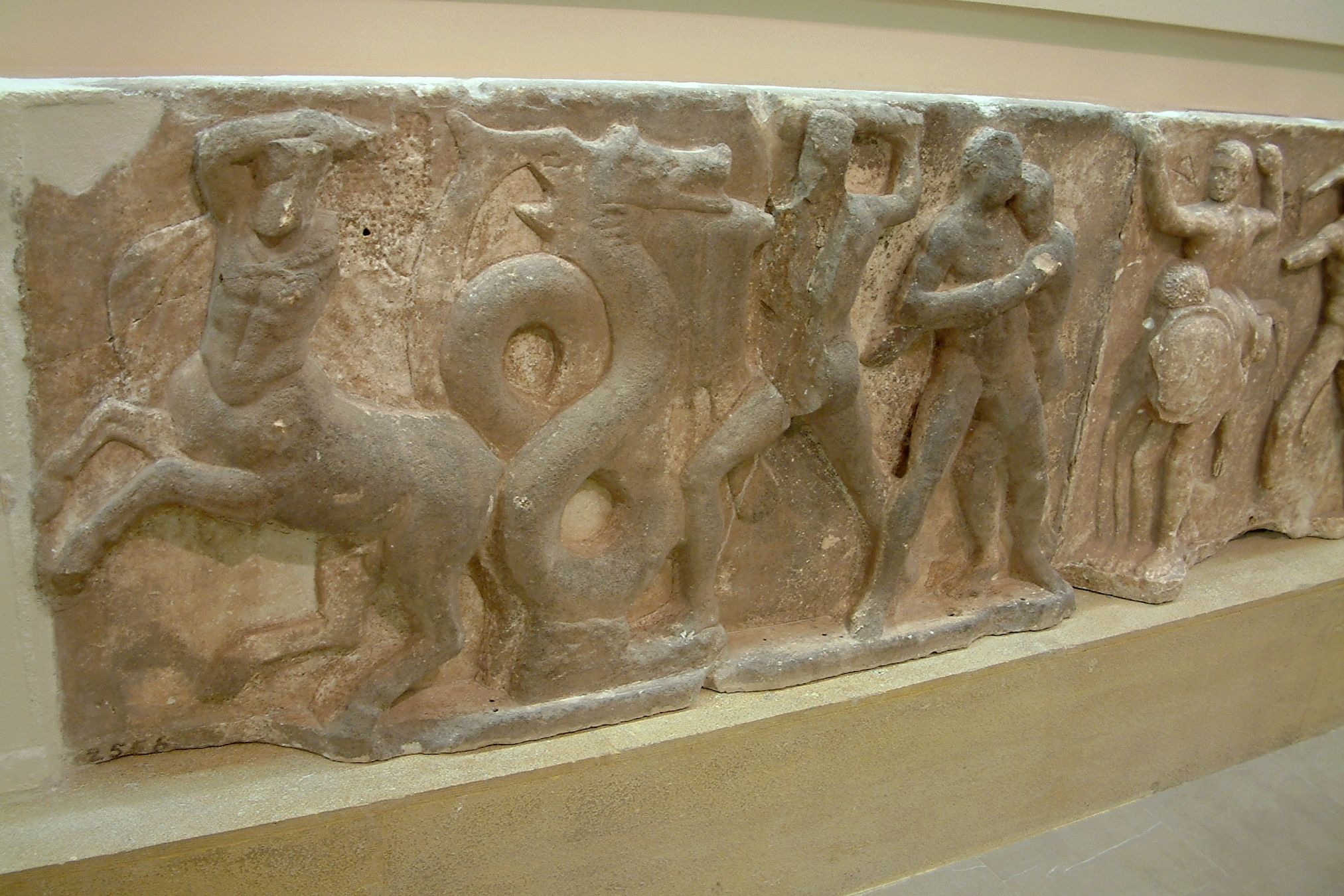
Pozostałości fryzu reliefowego przedstawiającego prace Heraklesa, Muzeum Archeologiczne w Delfach

Orchestra o średnicy 18,5 m była wyłożona kamiennymi płytkami a dookoła niej biegła rynna odprowadzająca wodę.
Brukowana diazoma rozdzielała theatron na dwie części: w części dolnej znajdowało się 27 rzędów a w górnej siedem . Część dolna podzielona była na 7 sektorów (cunei) a część górna na 6 . Widownia mieściła 5 tys. widzów .
Ściany przejść dla chóru i widzów pierwszych rzędów – parodoi zdobiły inskrypcje odnoszące się do emancypacji niewolników .
Scena była najprawdopodobniej podzielona na proscenium i scenę właściwą . Przednią część zdobił marumurowy fryz reliefowy przedstawiający prace Heraklesa, dodany w I wieku n.e.